# Villieu-Loyes-Mollon
Villieu-Loyes-Mollon là một xã ở tỉnh Ain, vùng Auvergne-Rhône-Alpes thuộc miền đông nước Pháp.

## Thành phố kết nghĩa
- Dobřichovice, Cộng hòa Séc